# 가스가이시
가스가이시(일본어: 春日井市)는 일본 아이치현 북부에 있는 시이다. 특례시로 지정되어 있다.
헤이안 시대에 활약한 서도가 오노 미치카제의 출신지로 여겨지고 일본 전체 생산량 중 80%을 차지하는 선인장이 특산물이다.

## 지리
노비평야와 오와리 구릉에 퍼져 있다. 에도 시대 초기까지 서부에는 가스가이 평야가 펼쳐져 있었다. 남부에는 쇼나이강이 흐르고 주오 본선과 국도 19호선이 시를 횡단한다. 또 서부에는 현영 나고야 공항의 일부가 있고 시청과 상공회의소 및 옛 상점가가 퍼져 있다. 한편 동부는 고조지 뉴타운을 시작으로 대규모 주택 단지가 개발되어 나고야시의 주택 지역으로 기능하고 있다.

## 인접하는 자치체
- 아이치현
  - 나고야시(기타구, 모리야마구)
  - 세토시
  - 고마키시
  - 이누야마시
  - 니시카스가이군 도요야마정

- 기후현
  - 다지미시

## 역사
- 1943년 6월 1일 - 히가시카스가이군 가치가와정, 도리이마쓰촌, 시노기촌, 다카키촌이 합병해 시가 되었다.
- 1958년 1월 1일 - 히가시카스가이군 사카시타정, 고조지정을 편입하였다.
- 2001년 4월 1일 - 특례시로 지정되었다.

## 교육
- 주부 대학

## 교통

### 철도
- 도카이 여객철도 주오 본선
- 나고야 철도 고마키선
- 도카이 교통사업 조호쿠선
- 아이치 환상 철도 아이치 환상 철도선

### 도로
- 도메이 고속도로
- 주오 자동차도
- 히가시메이한 자동차도
- 국도 제19호선
- 국도 제155호선
- 국도 제302호선

## 인구
| 연도 | 인구    | ±%      |
| ---- | ------- | ------- |
| 1940 | 39,942  | —       |
| 1970 | 64,346  | +61.1%  |
| 1960 | 77,174  | +19.9%  |
| 1970 | 161,835 | +109.7% |
| 1980 | 244,119 | +50.8%  |
| 1990 | 266,599 | +9.2%   |
| 2000 | 287,623 | +7.9%   |
| 2010 | 305,662 | +6.3%   |